# ريتشارد ديكر
ريتشارد ديكر (بالإنجليزية: Richard Decker)‏ هو رسام كارتون ورسام توضيحي أمريكي، ولد في 6 مايو 1907، وتوفي في 1 نوفمبر 1988.